# Serralada de la Ramada
La Serralada de la Ramada (en castellà Cordillera de la Ramada), però també anomenada Cordón de la Ramada, és una serralada de la província argentina de San Juan, a la frontera amb Xile, que forma part dels Andes. El seu cim més alt és el Mercedario amb 6.720 msnm.
La primera ascensió de bona part dels seus cims va tenir lloc per una expedició polonesa organitzada per la Tatra Society el 1934. Aquesta expedició fou liderada per Konstanty Jodko-Narkiewicz i també en formaren part S. W. Daszynski, J. K. Dorawski, A. Karpinski, S. Osiecki i W. Ostrowski. Van escalar el Mercedario, l'Alma Negra, el Pic Polaco, La Mesa, i el Cerro Ramada.
La serralada és clarament visible des de l'Aconcagua, el cim més alt del continent amb els seus 6.962 msnm, que es troba uns 100 km al sud del Mercedario. Grans glaceres arriben fins als 4.000 m, en especial a La Mesa.

## Mountains
- Mercedario, 6.720 m, el vuitè cim més alt dels Andes, conegut a Xile com El Ligua.[2]
- Ramada Norte, 6.500 m
- Cerro del Nacimiento, 6.493 m[5]
- Alma Negra, 6.290 m[6]
- Cerro Ramada, Argentina i Xile, 6.200 m[7]
- La Mesa, 6.200 m
- Pic Polaco, 6.001 m[6]